# I Luh Ya Papi
«I Luh Ya Papi» —en español: «Te Quiero Papi»— es una canción grabada por la cantante y empresaria norteamericana  Jennifer Lopez para su octavo álbum de estudio, A.K.A., en colaboración del rapero French Montana, la canción fue lanzada el 11 de marzo de 2014, como el primer sencillo del álbum a través de 2101 Records y Capitol Records. La canción fue coescrita por López, Andre Proctor, Karim Kharbouch y Noel "Detalle" Fisher, el último de los cuales también se encargó de la producción de la canción. 
Esta canción es sinónimo de la niñez de la cantante con ascendencia Puertorriqueña, por esa razón el título de la canción esta en Spanglish. Este álbum refleja la niñez de Jennifer Lopez Rodríguez en el Bronx Nueva York, dicho lugar con gran población Puertorriqueña por la migración para mejor subsistir. I Luh Ya Papi es una palabra creada por los Puertorriqueños o Nuyoricans en el área del Bronx.
El video musical de la canción fue dirigido por el director Jessy Terrero, fue filmado en Miami, Florida. La primera actuación en vivo del sencillo fue en la temporada trece de American Idol.

## Antecedentes
«I Luh Ya Papi» se estrenó en la estación de radio Power 106, el 5 de marzo de 2014, además, un remix de la canción también fue estredada en colaboración de Big Sean. Sobre la decisión de grabar con French Montana, López comentó «Los dos somos de Nueva York, y ambos tenemos antecedentes similares, y yo quería este registro para tener un ambiente simplemente perfecto». De acuerdo con Nielsen BDS, «I Luh Ya Papi» fue la segunda canción más añadida a las estaciones de radio de Canadá.

## Composición
«I Luh Ya Papi» es una canción hip hop con influencias de synthpop. Fue producida por Detail y contiene una serie de insinuaciones y referencias al cuerpo de López.

## Posicionamiento
| Listas (2014)                                    | Máxima posición |
| ------------------------------------------------ | --------------- |
| Australia Urban (ARIA)                           | 25              |
| Bélgica (Urban Flandes)                          | 32              |
| Canadá (Canadian Hot 100)                        | 78              |
| Corea del Sur (Gaon International Digital Chart) | 59              |
| Reino Unido (UK Singles Chart)                   | 170             |
| Reino Unido (UK R&B Chart)                       | 33              |
| Estados Unidos (Billboard Hot 100)               | 77              |
| Estados Unidos (Hot Dance Club Songs)            | 5               |
| Estados Unidos (Rhythmic)                        | 32              |